# دوغان علمدار
دوغان علمدار (مواليد 29 أكتوبر 2002) هو لاعب كرة قدم تركي يلعب كحارس مرمى في نادي ستاد رين.